# Belahari
Belahari (nep. बेलहरी) – gaun wikas samiti w zachodniej części Nepalu w strefie Bheri w dystrykcie Banke. Według nepalskiego spisu powszechnego z 2001 roku liczył on 783 gospodarstw domowych i 4649 mieszkańców (2221 kobiet i 2428 mężczyzn).